# 布里斯科-芬肯黑尔德
布里斯科-芬肯黑尔德（德語：Brieskow-Finkenheerd）是德国勃兰登堡州的市镇，隶属于奥得-施普雷县，总面积为13.61平方千米，截至2020年总人口为2337人。